# Barbarella
Pour les articles homonymes, voir Barbarella (homonymie).
Barbarella est une héroïne de bande dessinée créée en 1962 par Jean-Claude Forest.

## Barbarella
Voyageant de planète en planète, Barbarella est une héroïne de science-fiction dessinée sur le modèle de Brigitte Bardot. Peu farouche, elle incarne pour son créateur la femme moderne à l'ère de la libération sexuelle :

« Barbarella est une fille libre, sauvage, indépendante. Ce n'est pas une suffragette pour autant, ni un gendarme. Elle reste très féminine et a le privilège de pouvoir se contredire à l'occasion. Ce n'est pas une vamp, mais une antivamp. D'ailleurs, je déteste les pin-up. Pour moi, Barbarella est un type de femme qui a toujours existé. Contrairement à ce que l'on raconte, elle n'est absolument pas scandaleuse. »

Elle rencontre des extraterrestres souvent séduisants et expérimente la « machine excessive », un orgasmotron.
Barbarella apparaît d'abord dans les pages de V Magazine au printemps 1962 avant de sortir en album en 1964 aux éditions Éric Losfeld. Cette publication fait scandale et consacre Barbarella comme première bande dessinée pour « adultes », alors qu'elle n'est que légèrement érotique. Que l'album soit publié par un éditeur traditionnel anticipe cependant la révolution sexuelle. Le trait sensuel et l'imagination de Forest ont assuré son succès, relayé en 1968 par le film.
Après la sortie du film, Éric Losfeld réédite Barbarella avec en première et quatrième de couverture deux photos extraites du film.

## Albums
Quatre albums sont apparus chez des éditeurs différents :
- Barbarella, Le Terrain vague, 1964 et 1966, Interdiction par la censure.
- Barbarella, Le Terrain Vague, 1968. Édition avec les photos du film en couvertures. Barbarella est habillée.
- Barbarella, Livre de poche, 1974. Forest gouache les modifications de 1968, en n&b.
- Barbarella, Dargaud, 1984. Barbarella est changée encore et elle apparaît plus vieillie, en couleur.
- Barbarella, J'ai lu, 1988. Format poche.
- Barbarella, Les Humanoïdes associés, 2014. Conception graphique de Jerry Frissen, introduction de Pascal Ory.
- Les Colères du mange-minutes, Kesselring, 1974.
- Les Colères du mange-minutes, Livre de poche, 1975, en n&b.
- Les Colères du mange-minutes, Narval coule à pic et Adieu spectra, Dargaud 16/22, 1980/1981/1982, en couleur.
- Les Colères du mange-minutes, Dargaud, 1985, édition de 1974 en couleur.
- Le Semble Lune, Pierre Horay, 1977, en couleurs.
- Le Semble-Lune et Les compagnons du Grand Art, Dargaud 16/22, 1979/1980, en couleur.
- Le Miroir aux tempêtes, illustré par Daniel Billon, Éditions Albin Michel, 1982, en couleur.
- Barbarella, intégrale en noir et blanc, 152 pages, Les Humanoïdes associés, 1995  (ISBN 9782731667790)[5].

## Autres personnages
Duranvieillard borgne qui aide Barbarella. C'est à ce personnage qu’un célèbre groupe pop britannique des années 1980 empruntera son nom : Duran Duran.
Pygarl'ange, le dernier des ornithanthropes (homme-oiseau). Aveugle, il est guidé par Barbarella.
La Reine noiremaléfique, elle règne sur la ville de Sogo entourée d'un labyrinthe, sur la planète Lythion.
Liobrune adolescente sauvée par Barbarella, elle doit sauver la ville gouvernée par son père dans Les Colères du mange-minutes. (La chanteuse Lio en a tiré son nom de scène.)
Madorobot prostituée (gynoïde). Barbarella répare sa « panne ».
Narvalun aiguiote (homme aquatique), venu de Citerne IV pour achever ses expériences scientifiques dans Les Colères du mange-minutes.
L'artisteautoportrait de Jean-Claude Forest, nommé L'Orticario dans Les Colères du mange-minutes, puis Browningwell dans le monde onirique du Semble Lune, il a un enfant avec Barbarella.

## Adaptations
- Barbarella suscite de nombreuses imitations, comme Alika (1965-1967), Selene (1965-1966) ou Auranella (1966-1968) en Italie.
- Roger Vadim adapte le premier volume de Barbarella au cinéma en 1968 : Barbarella, avec Jane Fonda dans le rôle-titre. L'affiche italienne a été réalisée par Mario De Berardinis (MOS).
- Le film inspire à son tour une comédie musicale en 2004.
- un remake du film est prévu, nommé Barbarella comme le film de 1968, avec Sydney Sweeney dans le rôle-titre

## Apparitions
- « Barbarella garde tes bottines/Et viens me dire une fois pour toutes/Que tu m'aimes, ou sinon/Je te renvoie à ta science-fiction », chante Serge Gainsbourg dans Qui est "in" qui est "out" en 1966[7].
- Barbarella est apparue dans une publicité pour Perrier en 1967[8]
- Barbarella apparaît également dans le dernier chapitre de Mystérieuse matin, midi et soir, une bande dessinée de Jean-Claude Forest parue dans Linus et Pif-Gadget mais dont le dernier épisode ne fut pas publié dans ce dernier, le récit ne convenant pas au public visé par le périodique[9].
- Dans l'album de Gotlib Rhââ GnaGna, une petite fille rêve qu'elle est un mélange de Barbarella et d'Alice au pays des merveilles, vivant des aventures érotiques. Cette aventure fut publiée dans le premier numéro de Fluide glacial (réédité à l'occasion des 25 ans du magazine dans le no 286).
- Barbarella est aussi mentionnée dans la chanson Arabella du célèbre groupe britannique Arctic Monkeys.